# 愛知江南短期大学
愛知江南短期大学（あいちこうなんたんきだいがく、英語: Aichi Konan College、公用語表記: 愛知江南短期大学）は、かつて愛知県江南市高屋町に本部を置いていた私立短期大学。大学の略称は江大または江短（こうたん）。

## 概観

### 大学全体
- 愛知江南短期大学は、現在学校法人愛知江南学園により運営されている日本の私立短期大学。 1970年に学校法人林学園による林学園女子短期大学として設置された。愛知県江南市内にあり、１つの学科をもつ。

### 建学の精神（校訓・理念・学是）
- 愛知江南短期大学における建学の精神は「人こそすべて（人間性の尊重）」となっている。

### 教育および研究
- カナダ語学研修ほか、イタリアやフランスでの海外研修がある（2007年度実績）

### 学風および特色
- 愛知江南短期大学は1970年に設置された林学園女子短期大学のち江南女子短期大学からはじまったように元々は女子を対象とした短大だったが、1998年度より共学化している。
- 過去に、働きながら学べる三部制度があり、通学課程における勤労学生の姿が見受けられていた。

## 沿革
- 1970年 林学園女子短期大学（はやしがくえんじょしたんきだいがく）として開学。
  - 家政学科第一部 在籍者数：女37[1]
  - 児童教育学科（在籍者数は女17 [1]
- 1972年 第三部を設置。
  - 家政学科
  - 幼児教育学科
- 児童教育学科を専攻分離する。
  - 初等教育学専攻
  - 幼児教育学専攻
- 1973年 家政学科第一部を専攻分離する。
  - 家政学専攻
  - 食物栄養専攻
- 1980年 江南女子短期大学（こうなんじょしたんきだいがく）に学名変更。
  - 家政学科→生活科学科。
    - 家政学専攻→生活科学専攻
- 1992年 教養学科を設置（学生数：女130[2]）。児童教育学科幼児教育学専攻を幼児教育学科と改称。
- 1993年 生活科学科第三部廃止[3]。
- 1994年 3月31日をもって児童教育学科初等教育学専攻が正式廃止となる[3]。
- 1998年 社会福祉学科を増設（学生数：女69[4]）。男子共学とし、愛知江南短期大学に学名変更。（男子学生数は生活科学科で3、教養学科で19、幼児教育学科第一部で7[4]）
- 1999年 社会福祉学科に始めて男子が入学（18人在籍。女子は144[5]）
- 2001年 生活科学科生活科学専攻を住環境デザイン専攻に改称[3]。
- 2003年 幼児教育学科を現代幼児学科に改称。第一部を幼児教育専攻・地域保育専攻に分離[3]。
- 2004年 生活科学科住環境デザイン専攻を生活クリエイト専攻に改組[3]。
- 2010年 生活科学科を生活総合学科に改組。生活クリエイト専攻をライフデザイン専攻に改組[3]。
- 2011年 3月31日をもって教養学科・社会福祉学科が正式廃止となる[3]。
- 2012年 3月31日をもって現代幼児学科第三部が正式廃止となる。
- 2013年 4月、生活総合学科と現代幼児学科を、こども健康学科に改組。
- 2020年 1月31日、2021年度以降の学生募集を停止する方針を理事会において決定[6]。
- 2023年3月31日 - 閉校[7]

## 基礎データ

### 所在地
- 愛知県江南市高屋町大松原172

### 交通アクセス
- 名鉄犬山線江南駅よりスクールバスが運行されている。

## 教育および研究

### 組織

#### 学科
- 子ども健康学科
  - 栄養専攻
  - 保育専攻

##### 過去にあった学科
- 児童教育学科
  - 初等教育学専攻[注 1][注 2]
  - 幼児教育学専攻→幼児教育学科→現代幼児学科[注 3]
  - 地域保育専攻
- 幼児教育学科第三部
- 家政学科→生活科学科
  - 第一部[注 4]
    - 家政学専攻→生活科学専攻[注 4]
    - 食物栄養専攻

  - 第三部[注 1][注 5]
- 教養学科
- 社会福祉学科

#### 専攻科
- なし

#### 別科
- なし

##### 取得資格について
資格
- 保育士：こども健康学科保育専攻にて取得できる[注 6]。
- 栄養士：こども健康学科栄養専攻にて取得できる。旧生活科学科食物栄養専攻でも取得できた。
- 介護福祉士：社会福祉学科にて取得できた。
- 調理師：生活クリエイト専攻食彩・調理師コースにて取得できた。
- レストランサービス技能士：生活科学科食彩・調理師コースに取得できた。

資格
- 二級建築士：生活科学科生活クリエイト専攻建築・インテリアコース対象だった。

教職課程
- 幼稚園教諭二種免許状：こども健康学科保育専攻にて取得できる[注 7]。
- 小学校教諭二種免許状：かつての児童教育学科初等教育学専攻にて設置されていた。
- 栄養教諭二種免許状：生活科学科食物栄養専攻にて設置されていた。
- 中学校教諭二級免許状（家庭）が生活クリエイト専攻の前身である生活科学専攻にて設けられていた。第三部にもあり（江南女子短期大学において設けられていた）

#### 附属機関
- 地域協働研究所
- 附属図書館
- ワインブドウ農場：全国の短大では唯一である。

## 学生生活

### 部活動・クラブ活動・サークル活動
- 愛知江南短期大学のクラブ活動
  - 体育系：バレーボール・バスケットボール・弓道・サッカー・バドミントン・フットサルほか
  - 文化系：書道・茶道・華道・演劇・演劇ほか

### 学園祭
- 愛知江南短期大学の学園祭は例年概ね10月頃に実施されている。

### スポーツ
- バドミントンが、「愛知県私立短期大学体育大会」で男子部門でシングルス優勝の実績がある。

## 施設

### キャンパス
- 1号館・2号館・3号館・5号館・体育館・テニスコート・グラウンドなどがある。

### 寮
- 愛知江南短期大学には女子学生を対象とした学生寮があり、収容定員は88名となっている。入寮式やクリスマス会など各種イベントが催される。

## 対外関係

### 他大学との協定
- カナダのセルカーク大学と協定を結んでいる。

### 系列校
- 誠信高等学校

#### 過去
- 誠和高等学校（1997年3月廃校）
- 愛知服飾専門学校（1994年1月廃校）
- 一宮服飾専門学校（2022年6月廃校）

## 社会との関わり
- 現代幼児学科の学生による「こどもまつり」が催されている。

## 就職について
- 学科・専攻にもよるが、生活科学科では一般企業、教養学科では一般企業ほか幼稚園教諭、現代幼児学科では保育所や幼稚園、社会福祉学科では介護職がそれぞれ多いものとなっている。食物栄養専攻では、栄養士としての就職者が少なからずいるものとみられる。[独自研究?]

## 附属学校
- 愛知江南短期大学附属幼稚園